# LZO
LZO是致力于解压速度的一种数据压缩算法，LZO是Lempel-Ziv-Oberhumer的缩写。这个算法是无损算法，参考实现程序是线程安全的。
实现它的一个自由软件工具是lzop。最初的库是用ANSI C编写、并且遵从GNU通用公共许可证发布的。现在LZO有用于Perl、Python以及Java的各种版本。代码版权的所有者是Markus F. X. J. Oberhumer。
LZO库实现了许多有下述特点的算法：
- 解压简单，速度非常快。
- 压缩相当地快。
- 允许在压缩部分以损失压缩速度为代价提高压缩率，解压速度不会降低。
- 包括生成预先压缩数据的压缩级别，这样可以得到相当有竞争力的压缩比。
- 算法是线程安全的。
- 算法是无损的。

LZO支持重复压缩以及原地解压。
LZO是块压缩算法——压缩解压成块的数据。压缩与解压所用块的大小必须一样。
LZO将数据块压缩成匹配数据（滑动字典）与非匹配文字的序列。LZO对于较长的匹配数据以及较长的非匹配文字序列有专门的处理，这样对于高度冗余的数据能够取得很好的效果，并且对于不可压缩的数据也能得到可以接受的效果。
当处理不可压缩数据的时候，LZO将每个1024字节的输入数据块扩展16字节。